# Ver-lès-Chartres
Ver-lès-Chartres è un comune francese di 853 abitanti situato nel dipartimento dell'Eure-et-Loir nella regione del Centro-Valle della Loira.

## Società

### Evoluzione demografica
Abitanti censiti